# Lista de seleções participantes no Campeonato Europeu de Futebol de 1992
O Campeonato Europeu de Futebol de 1992 foi disputado na Inglaterra por 8 selecções de futebol.
Cada uma das 8 selecções teve o direito de alistar 20 jogadores. Cada jogador envergou o mesmo número na camisola durante todos os jogos do torneio.